# داود الرسموكي
داود الرسموكي (1892 - 1969) هو أديب وشاعر مغربي من سوس.

## نسبه
داود الرسموكي هو داود بن عبد المنعم التاغاتيني الرسموكي.

## حياته
ولد داود الرسموكي سنة 1892 في قرية تييوت بالقرب من مدينة تارودانت جنوب المغرب وفيها توفي سنة 1969.
حفظ ودرس القرآن الكريم قبل أن ينتقل إلى بومروان حيث تعلم الأدب والشعر. رحل بعدها برفقة أحمد الهيبة إلى مراكش فنزل بمدرسة المواسين وهناك تعلم على يد عن عدة علماء وشعراء كما اشتغل في التدريس.

## مؤلفاته
قام بتأليف كتب وقصائد مثل:
- قصيدة المرشد الهادي
- قصيدة ألم يأْنِ